# Newbiggin-on-Lune
Newbiggin-on-Lune är en by i Cumbria, England.